# 중탑초등학교
중탑초등학교(中塔初等學校)는 대한민국 경기도 성남시 분당구 야탑동에 있는 공립 초등학교이다.

## 학교 연혁
- 1993년 1월 10일 중탑국민학교 설립 인가
- 1993년 5월 20일 제1대 이종덕 교장 부임
- 1993년 6월 1일 개교, 12학급 인가 편성
- 1994년 2월 15일 제1회 졸업(202명)
- 1997년 5월 30일 급식실 완공, 신관교사 증축 완공
- 2001년 3월 1일 경기도 교육청 지정 특별활동 시범학교
- 2004년 3월 1일 경기도 교육청 지정 자치활동 시범학교
- 2008년 12월 5일 학교평가 우수교 교육감 표창
- 2008년 12월 20일 생활지도 우수교 교육감 표창
- 2009년 3월 1일 경기도교육청 지정 체육과 자율장학중심학교, 영어특성화 학교, 방과 후 거점학교, 토요프로그램 협력학교 운영
- 2010년 2월 20일 제17회 졸업(230명, 총계 4,570명)
- 2010년 3월 1일 37학급 편성
- 2010년 3월 1일 제5대 김희순 교장 취임
- 2010년 3월 1일 경기도 교육청 지정 영어특성화 학교 운영
- 2010년 12월 29일 학력향상 우수교 교육감 표창
- 2011년 2월 18일 제18회 졸업(185명, 총계4755명)
- 2011년 3월 1일 경기도교육청 지정 NTTP연수원학교 지정
- 2011년 3월 1일 경기도교육청 지정 영어특성화학교 운영
- 2011년 3월 1일 37학급(특수학급 포함) 편성
- 2012년 2월 14일 제19회 졸업(228명, 총계 4,798명)
- 2012년 3월 1일 경기도교육청 지정 NTTP연수원학교 지정
- 2012년 3월 1일 교육과학기술부 지정 사교육절감형 창의경영학교 운영
- 2012년 3월 1일 36학급(특수학급포함) 편성
- 2012년 12월 31일 NTTP연수원학교 운영 우수교 표창
- 2012년 12월 31일 교원행정업무경감 만족도 우수교 표창
- 2013년 2월 22일 제20회 졸업(222명, 총계 5,020명)
- 2013년 3월 1일 경기도교육청 지정 NTTP연수원학교 지정
- 2013년 3월 1일 교육과학기술부 지정 사교육절감형 창의경영학교 운영
- 2013년 3월 1일 38학급(특수학급포함) 편성
- 2013년 9월 1일 제6대 김연중 교장 취임
- 2013년 12월 6일 경기도 창의지성교육과정 편성/운영 표창
- 2013년 12월 31일 교사행정업무경감 만족도 우수교 표창
- 2013년 12월 31일 NTTP 연수원학교 운영 결과 815명
- 2014년 2월 14일 제21회 졸업(160명, 총계 5,180명)
- 2014년 2월 28일 2014학년도 학교교육과정 편성 표창
- 2014년 3월 1일 34학급(특수학급 포함) 편성
- 2014년 3월 1일 경기도교육청 지정 NTTP연수원학교 지정
- 2014년 3월 1일 교육과학기술부 지정 사교육절감형 창의경영학교 3년차 운영
- 2014년 3월 1일 성남형교육지원사업 '성남형특성화학교' 운영
- 2014년 8월 28일 2014성남학생예능발표회 합창부문 우수상(교육장상)
- 2014년 8월 29일 2014성남학생예능발표회 리코더합주부문 우수상(교육장상)
- 2014년 12월 31일 2013교사행정업무경감 만족도 우수교(교육장 표창)
- 2014년 12월 31일 2014교사행정업무경감 만족도 우수교(교육장 표창)
- 2014년 12월 31일 학력 향상 우수교 표창(교육장 표창)
- 2014년 3월 1일 성남형 교육지원사업 2년차 운영
- 2015년 2월 13일 제22회 졸업 (128명, 총계 : 5,463명)
- 2011.03.01-2015.02.28 경기도교육청지정 NTTP연수원학교 4년차 운영(독서토론 수업 디자인)
- 2012.03.01-2015.02.28 교육부 공모 창의경영학교 3년차 운영(사교육 절감형)

## 참고 자료
- 중탑초등학교 - 한국교육학술정보원 학교알리미